# Звездець
Звезде́ць (болг. Звездец) — село в Бургаській області Болгарії. Входить до складу громади Малко-Тирново.

## Населення
За даними перепису населення 2011 року у селі проживали 486 осіб.
Національний склад населення села:
| Національність   | Кількість осіб | Відсоток |
| ---------------- | -------------- | -------- |
| болгари          | 286            | 59,0%    |
| цигани           | 195            | 40,2%    |
| турки            | 4              | 0,8%     |
| інша             | 0              | 0%       |
| не визначились   | 0              | 0%       |
| Всього відповіли | 485            |          |

Розподіл населення за віком у 2011 році:
Динаміка населення: